# Kedzie (línea Naranja)
Kedzie es una estación en la línea Naranja del Metro de Chicago. La estación se encuentra localizada en 4900 South Kedzie Avenue en Chicago, Illinois. La estación Kedzie fue inaugurada el 31 de octubre de 1993.  La Autoridad de Tránsito de Chicago es la encargada por el mantenimiento y administración de la estación.

## Descripción
La estación Kedzie cuenta con 1 plataforma central y 2 vías. La estación también cuenta con 157 de espacios de aparcamiento.

## Conexiones
La estación es abastecida por las siguientes conexiones: 
- Rutas del CTA Buses: #47 47th #51 51st #52 Kedzie/California #52A South Kedzie